# Браунинг М1917
Браунинг М1917 (енгл. M1917 Browning machine gun), амерички тешки митраљез из Првог светског рата. Патентирао га је амерички конструктор Џон Браунинг (1855-1926).

## Карактеристике
Браунинг М1917, произведен у САД, био је тешки митраљез на принципу кратког трзања цеви, са воденим хлађењем. Калибра 7,62 мм, монтиран на троножном постољу укупне масе 37,5 кг. Пунио се тканеним редеником са 250 метака. Теоријска брзина гађања била је око 500 метака у минуту (у пракси отприлике двоструко мање), почетне брзине 824 м/с. Масовно је коришћен у Првом светском рату.